# Marigny (Deux-Sèvres)
Marigny ist eine französische Gemeinde mit 901 Einwohnern (Stand: 1. Januar 2022) im Département Deux-Sèvres in der Region Nouvelle-Aquitaine. Sie gehört zum Arrondissement Niort und zum Kanton Mignon-et-Boutonne. 

## Geographie
Marigny liegt etwa 15 Kilometer südsüdöstlich von Niort. Umgeben wird Marigny von den Nachbargemeinden Fors im Norden, Juscorps im Nordosten, Saint-Romans-des-Champs im Osten, Les Fosses im Südosten, Villiers-en-Bois im Süden, Beauvoir-sur-Niort im Südwesten und Westen sowie Granzay-Gript im Nordwesten.
Am nordwestlichen Rand der Gemeinde führt die Autoroute A10 entlang. Der Bahn-Haltepunkt liegt an der Bahnstrecke Chartres–Bordeaux und wird im Regionalverkehr durch einzelne TER-Züge bedient.

## Bevölkerungsentwicklung
| Jahr                       | 1962 | 1968 | 1975 | 1982 | 1990 | 1999 | 2006 | 2012 | 2019 |
| Einwohner                  | 657  | 671  | 615  | 697  | 770  | 781  | 886  | 880  | 877  |
| Quellen: Cassini und INSEE |      |      |      |      |      |      |      |      |      |

## Sehenswürdigkeiten
- Kirche Saint-Jean-l’Évangéliste, Monument historique